# Зеленюк Ігор Михайлович
Ігор Михайлович Зеленюк (нар. 15 жовтня 1972, Надвірна, Івано-Франківська область, УРСР) — радянський та український футболіст, півзахисник.

## Клубна кар'єра
У чемпіонаті України почав виступати в 1993 році в команді першої ліги «Кристал» (Чортків). У першому ж своєму матчі (проти чернігівської «Десни») Зеленюк забив свій перший і останній м'яч у чемпіонатах України.
У наступному році Ігор перейшов у тернопільську «Ниву», де зіграв два матчі у вищій лізі чемпіонату України. Перший матч: 17 июля 1994 року «Нива» — «Темп» (0:0). Не зумівши закріпитися в складі команди з «вишки», Зеленюк повертається до першої ліги в «Буковину», а потім — назад у «Кристал» (Чортків).
У 1996 році Зеленюк вдруге виступав у вищій лізі, яку в тому ж сезоні і покинув разом з командою «Нива» (Вінниця). Третій прихід у «вишку» для Ігоря пройшов за сценарієм другого, — його «Миколаїв» так само за підсумками сезону втратив місце у вищому дивізіоні.
У 2001 році футболіст грав у чемпіонаті Казахстану за «Тобол», з яким зайняв шосте місце. Після цього повернувся в Україну, а в 2003 році виступав в аматорському клубі «Меркурій» (Чернівці), після чого завершив кар'єру футболіста.